# Christy Mathewson
Christopher "Christy" Mathewson, soprannominato Big Six, The Christian Gentleman, Matty e The Gentleman's Hurler (Factoryville, 12 agosto 1880 – Saranac Lake, 7 ottobre 1925), è stato un giocatore di baseball e allenatore di baseball statunitense di ruolo lanciatore nella Major League Baseball (MLB). È stato introdotto nella National Baseball Hall of Fame nella classe inaugurale del 1936.

## Carriera
Mathewson giocò per 17 stagioni con i New York Giants ed è considerato uno dei migliori lanciatori di sempre: è classificato tra i primi dieci di tutti i tempi nelle principali categorie statistiche per i lanciatori, incluse vittorie, shutout e media PGL. È l'unico lanciatore della storia della MLB nella top ten sia in vittorie che in media PGL. Nel 1936, Mathewson ricevette l'onore postumo di essere inserito nella prima classe della National Baseball Hall of Fame, assieme a Ty Cobb, Babe Ruth, Honus Wagner e Walter Johnson. Nel 1999, The Sporting News l'ha inserito al 7º posto nella classifica dei migliori cento giocatori di tutti i tempi.
Mathewson crebbe a Factoryville, Pennsylvania, e iniziò a giocare nel baseball semiprofessionistico all'età di 14 anni. Giocò nelle minor league nel 1899 con un record di 21 vittorie e 2 sconfitte. L'anno successivo fu scambiato con i Giants per Amos Rusie dove inizialmente ebbe scarso successo, venendo rimandato dopo un anno nelle minor league. Mathewson in seguito fece ritorno ai Giants con cui avrebbe vinto 373 gare in carriera, un record della National League. Nelle World Series del 1905, lanciò tre shutout, guidando la squadra alla vittoria. Mathewson non lanciò mai nelle gare disputate di domenica a causa della sua fede cristiana, contribuendo al suo soprannome. Mathewson servì nel Chemical Warfare Service dell'Esercito nella prima guerra mondiale, venendo accidentalmente esposto alle armi chimiche durante la preparazione; ciò provocò un indebolimento del suo sistema circolatorio, morendo dopo avere contratto la tubercolosi nel 1925.

## Palmarès

### Club
- World Series: 2

New York Giants: 1905
New York Yankees: 1921 (come assistente allenatore)

### Individuale
- Tripla corona: 2

1905, 1908
- Leader della National League in vittorie: 4

1905, 1907, 1908, 1910
- Leader della National League in media PGL: 5

1905, 1908, 1909, 1911, 1913
- Leader della National League in strikeout: 5

1903–1905, 1907, 1908
- Club delle 300 vittorie
- Formazione del secolo della MLB